# Usina Solar Tanquinho
A Usina Solar Tanquinho é uma usina solar localizada na cidade de Campinas, em São Paulo. A usina foi a primeira usina solar do estado de São Paulo, e é usada pela CPFL como polo de pesquisa sobre diferentes tecnologias de painéis fotovoltaicos e cogeração solar-eólica.
Para a construção da usina foram gastos 13,8 milhões de reais, em uma parceria da empresa CPFL com a Unicamp. A usina foi inaugurada em 27 de novembro de 2012, e em 2013 foi conectada ao Sistema Interligado Nacional.